# 白眉草地鷚
白眉草地鷚（學名：Sturnella superciliaris）是草地鷚屬下的一種鳥，與紅翅黑鸝有較近的親緣關係。生活在巴西東北部和其西南部到巴拉圭、烏拉圭和阿根廷的南美洲地區。南部的種會遷徙。因為眼睛上方有一對白紋而得名。